# Губник (посёлок, Гайсинский район)
Губник (укр. Губник) — посёлок, входит в Гайсинский район Винницкой области Украины.
Население по переписи 2001 года составляло 203 человека. Почтовый индекс — 23746. Телефонный код — 04334. Занимает площадь 0,252 км². Код КОАТУУ — 520881506.

## Местный совет
23746, Вінницька обл., Гайсинський р-н, с.Губник, вул.Леніна,86